# 마이클 김
마이클 김(영어: Michael Kim)으로 잘 알려진 마이클 영민 킴(영어: Michael Young Min Kim, 1973년 6월 10일~)은 대한민국 출신 캐나다의 축구 지도자, 행정가이다. 현재 K리그1의 전북 현대 모터스에서 기술 디렉터로 활동하고 있다. 한국계 캐나다인으로 한국어 이름은 김영민이다.

## 선수 경력
마이클 김은 대한민국에서 태어나 7살에 캐나다로 이민을 갔다. 그는 1991년부터 1996년까지 캐나다의 청소년 대표팀과 올림픽 대표팀에 선발되었다.

## 지도자 경력
2006년부터 2009년까지 대한민국 국가대표팀 트레이닝센터의 코치로서 유소년 발전 전략 담당, AFC/KFA 코칭 라이센스 담당 등으로 활동했다.
2007-2008년에는 대한민국 올림픽 대표팀의 코치와 전력분석관으로 일하며 박성화 감독이 이끄는 2008 베이징 올림픽에 참여했으며, 2008-2009년에는 대한민국 U17 대표팀의 코치로 활동하며 이광종 감독이 이끌었던 2009 나이지리아 FIFA U17 월드컵에 참여해 대한민국 U17 대표팀의 8강 진출을 도왔다. 2010년부터 2012년까지 제주 유나이티드 FC의 코치로 활동하다가 2013년을 앞두고 김인완 감독의 부름을 받고 대전 시티즌의 코치로 부임하였다.
2014년 수석 코치로 승진해 대전시티즌의 K리그 클래식 승격을 도왔다.
2015 시즌 중반 조진호 감독의 사퇴로 감독 대행으로서 5월 31일 포항 스틸러스전을 지휘한 후 대전을 떠났고, 2016시즌을 앞두고 김상호 감독의 부름을 받고 상하이 선신의 수석코치로 취임하였다.
2017년 FC안양의 전략 코치로 부임하였으며, 2018시즌을 앞두고 고정운 감독이 부임하면서 수석 코치로 승진하였지만, 반년만에 팀을 떠나 수원 삼성의 스카우트 팀장으로 부임하였다.
2018년부터 파울루 벤투가 대한민국 축구 국가대표팀 감독으로 부임하면서 코치로 합류하게 되었다.
2024년 2월 27일 대한민국 대표팀의 임시 감독으로 임명된 황선홍의 임시 수석 코치로 임명되었다.

## 행정가 경력
2000년부터 2002년까지 2002 한일월드컵 조직위원회에서 국제담당관(International Section Chief, Competition Department)으로 행정 경력을 쌓았으며, 2003년부터 2005년까지 아시아축구연맹(AFC)의 지역발전 담당관(Regional Development Officer)으로 일했다. 대한축구협회의 기술분석관으로서 2006 독일월드컵 기술보고서 작성과 2007 캐나다 U20 월드컵에 참여했고 2008년부터 2010년까지 맨체스터유나이티드의 동아시아 지역 컨설턴트로 활동했으며, 2016년부터 AFC/KFA의 AFC C&D 라이센스 과정 지도자 강사로서 활동하고 있다. 2018년 1월부터 대한축구협회 국가대표감독선임위원회 정보전략소위원회의 위원으로 활동하고 있다.
2024년 8월 8일 전북 현대 모터스의 기술 디렉터였던 박지성이 구단 고문직을 수행함에 따라 그의 후임으로 전북 현대의 기술 디렉터로 부임했다.